# Academy of Country Music Awards 2022
O Academy of Country Music Awards 2022 foi realizado em 7 de março de 2022, no Allegiant Stadium, em Paradise, Nevada, nos Estados Unidos. 
A cerimônia, transmitida ao vivo na Prime Video, foi apresentado pela cantora Dolly Parton, acompanhada pelos co-apresentadores, Jimmie Allen e Gabby Barrett.
Nas principais categorias de premiação, Miranda Lambert, Carly Pearce, Carrie Underwood e Chris Young receberam o maior número de indicações, com quatro cada.

## Antecedentes
Em 19 de agosto de 2021, a Academy of Country Music anunciou que deixaria sua parceira de longa data com a rede de televisão CBS, após a Amazon adquirir os direitos de transmisão. Isso marcou a primeira vez que uma grande premiação foi transmitida ao vivo exclusivamente através de streaming.

## Apresentações
| Artista(s)                        | Canção(ões)                                                                                                 | Apresentado(s) por                      |
| Pré-show                          | Pré-show | Pré-show                                |
| --------------------------------- | --- | --------------------------------------- |
| Tenille Townes                    | "When's It Gonna Happen"                                                                                    | —                                       |
| Kat & Alex                        | "I Want It All"                                                                                             | —                                       |
| Premiação                         | |                                         |
| Jimmie Allen Gabby Barrett        | "Viva Las Vegas" (Allen) "Let's Go to Vegas" (Barrett)                                                      | Dolly Parton                            |
| Eric Church                       | Medley: "Drink in My Hand" "Guys Like Me" "Mr. Misunderstood" "Desperate Man" "Some of It" "Hell of a View" | Jimmie Allen Gabby Barrett              |
| Walker Hayes                      | "AA" "Fancy Like"                                                                                           | —                                       |
| Maren Morris                      | "Circles Around This Town"                                                                                  | —                                       |
| Parmalee Blanco Brown Brooke Eden | "Just the Way"                                                                                              | Jimmie Allen                            |
| Chris Stapleton                   | "Watch You Burn"                                                                                            | Jason Aldean                            |
| Jimmie Allen                      | "Down Home"                                                                                                 | Gabby Barrett                           |
| Carly Pearce Ashley McBryde       | "Never Wanted to Be That Girl"                                                                              | Dolly Parton                            |
| Thomas Rhett                      | "Slow Down Summer"                                                                                          | Jimmie Allen                            |
| Dolly Parton Kelsea Ballerini     | "Big Dreams and Faded Jeans"                                                                                | James Patterson                         |
| Brothers Osborne                  | "Skeletons"                                                                                                 | Jimmie Allen Gabby Barrett              |
| Gabby Barrett                     | "I Hope You Dance"                                                                                          | Jimmie Allen                            |
| Parker McCollum                   | "Pretty Heart"                                                                                              | Gabby Barrett                           |
| Breland Thomas Rhett              | "Praise the Lord"                                                                                           | Gabby Barrett                           |
| Lainey Wilson                     | "Things a Man Oughta Know"                                                                                  | Jimmie Allen                            |
| Jason Aldean Carrie Underwood     | "If I Didn't Love You"                                                                                      | Dolly Parton                            |
| Kane Brown                        | "Leave You Alone"                                                                                           | Gabby Barrett                           |
| Luke Bryan Jordan Davis           | "Buy Dirt"                                                                                                  | Jimmie Allen                            |
| Lady A                            | “What A Song Can Do”                                                                                        | —                                       |
| Chris Young Mitchell Tenpenny     | "At the End of the Bar"                                                                                     | Jimmie Allen                            |
| Chris Young                       | "Raised on Country"                                                                                         |                                         |
| Kelly Clarkson                    | "I Will Always Love You"                                                                                    | Gabby Barrett                           |
| Brothers Osborne Brittney Spencer | "These Boots Are Made for Walkin'"                                                                          | Dolly Parton Jimmie Allen Gabby Barrett |

## Vencedores e indicados
As indicações foram anunciadas em 10 de fevereiro por Jimmie Allen e Gabby Barrett. O período de elegibilidade para as indicações foi de 1º de janeiro de 2021 a 15 de novembro de 2021.
| Artista do Ano (apresentado por Dolly Parton) | Álbum do Ano (apresentado por Derek Carr) |
| --- | --- |
| - Miranda Lambert - Eric Church - Luke Combs - Chris Stapleton - Carrie Underwood | - Dangerous: The Double Album – Morgan Wallen - 29: Written in Stone – Carly Pearce - Country Again: Side A – Thomas Rhett - Famous Friends – Chris Young - The Marfa Tapes – Miranda Lambert, Jack Ingram e Jon Randall |
| Cantora do Ano (apresentado por Alan Ritchson) | Cantor do Ano (apresentado por Alan Ritchson) |
| - Carly Pearce - Gabby Barrett - Miranda Lambert - Ashley McBryde - Maren Morris | - Chris Stapleton - Jimmie Allen - Luke Combs - Thomas Rhett - Morgan Wallen |
| Grupo do Ano (apresentado por Tom Pelphrey e Guy Torry) | Dupla do Ano (apresentado por Tom Pelphrey e Guy Torry) |
| - Old Dominion - Lady A - Little Big Town - Midland - The Cadillac Three | - Brothers Osborne - Brooks & Dunn - Dan + Shay - LOCASH - Maddie & Tae |
| Single do Ano (apresentado por Kelsey Asbille e Luke Grimes) | Canção do Ano (apresentado por Kelsey Asbille e Luke Grimes) |
| - "If I Didn't Love You" – Jason Aldean e Carrie Underwood - "Buy Dirt" – Jordan Davis e Luke Bryan - "Famous Friends" – Chris Young e Kane Brown - "Fancy Like" – Walker Hayes - "You Should Probably Leave" – Chris Stapleton                                                 | - "Things a Man Oughta Know" – Jason Nix, Jonathan Singleton, Lainey Wilson - "7 Summers" – Morgan Wallen, Josh Osborne, Shane McAnally - "Buy Dirt" – Jordan Davis, Jacob Davis, Josh Jenkins, Matt Jenkins - "Fancy Like" – Cameron Bartolini, Walker Hayes, Josh Jenkins, Shane Stevens - "Knowing You" – Adam James, Brett James, Kat Higgins |
| Cantora Revelação do Ano | Cantor Revelação do Ano |
| - Lainey Wilson - Tenille Arts - Priscilla Block - Lily Rose - Caitlyn Smith | - Parker McCollum - Hardy (singer)\|Hardy - Walker Hayes - Ryan Hurd - Elvie Shane |
| Compositor do Ano | Videoclipe do Ano |
| - Hardy - Jesse Frasure - Nicolle Galyon - Ashley Gorley - Josh Osborne | - "Drunk (And I Don't Wanna Go Home)" – Elle King e Miranda Lambert - "Famous Friends" – Chris Young e Kane Brown - "I Bet You Think About Me (From the Vault) (Taylor's Version)" – Taylor Swift e Chris Stapleton - "If I Didn't Love You" – Jason Aldean e Carrie Underwood - "Never Wanted to Be That Girl" – Carly Pearce e Ashley McBryde   |
| Evento Musical do Ano | |
| - "Never Wanted to Be That Girl" – Carly Pearce e Ashley McBryde - "Buy Dirt" – Jordan Davis e Luke Bryan - "Famous Friends" – Chris Young e Kane Brown - "Half of My Hometown" – Kelsea Ballerini and Kenny Chesney - "If I Didn't Love You" – Jason Aldean e Carrie Underwood | |